# غاري غيليسبي
غاري غيليسبي (بالإنجليزية: Gary Gillespie)‏ (مواليد 5 يوليو 1960) هو لاعب كرة قدم. يلعب مع منتخب اسكتلندا لكرة القدم. سبق له أن لعب في كأس العالم لكرة القدم مع منتخب بلاده.

## مسيرته الكروية
لعب غاري غيليسبي خلال مسيرته الاحترافية مع 4 أندية في ثمانية عشر موسمًا وسجل خلالها 22 هدفًا ضمن 422 مباراة. حيث فاز في موسمين بالكأس وفي أربعة مواسم بالدوري.
خاض غاري غيليسبي مسيرته مع نادي فالكيرك في موسم 1977–78 لمدة موسم واحد، مشاركًا في 22 مباراة ولم يسجل أي هدف. ثم انتقل إلى نادي كوفنتري سيتي في موسم 1978–79 في المرة الأولى ليلعب معه خمسة مواسم ثم في موسم 1994–95 لمدة موسم واحد، حيث شارك طوالها في 175 مباراة سجل خلالها 6 أهداف. لينتقل بعدها إلى نادي ليفربول في موسم 1983–84 ليلعب معه ثمانية مواسم، مشاركًا في 156 مباراة سجل خلالها 14 هدفًا. ثم انتقل إلى نادي سلتيك في موسم 1991–92 واستمر معه طيلة ثلاثة مواسم، مشاركًا في 69 مباراة سجل خلالها هدفين.

## روابط خارجية
- غاري غيليسبي على موقع الاتحاد الدولي (مؤرشف)  (الإنجليزية)
- غاري غيليسبي على موقع الاتحاد الأوربي (الإنجليزية)
- غاري غيليسبي على موقع الاتحاد الإسكتلندي (الإنجليزية)
- غاري غيليسبي على موقع قاعدة بيانات كرة القدم.إي يو (الإنجليزية)
- غاري غيليسبي على موقع ناشيونال فوتبول تيمز (الإنجليزية)
- غاري غيليسبي على موقع Soccerbase.com (لاعب) (الإنجليزية)
- غاري غيليسبي على موقع عالم كرة القدم.نت (الإنجليزية)